# Kogt hamburgerryg
Kogt hamburgerryg é um prato tradicional da culinária da Dinamarca. Consiste de lombo de porco (ligeiramente fumado, assemelhando-se a um paio de lombo) cozido com tomilho e salsa. É normalmente acompanhado por batatas cozidas, legumes cozidos, tais como cenoura, ervilhas ou couve-flor, e molho de rábano ou mostarda para acentuar o sabor. Pode também incluir manteiga derretida com água quente, sob a forma de molho.